# Macy's
Macy's, formelt R.H. Macy & Co. er en amerikansk kæde af stormagasiner, der blev grundlagt i 1858. Kædens flagskib-butik er beliggende på Herald Square i New York City og har siden 1924 været regnet for at være verdens største butik, selvom den kæmper med Harrods i London om at have størst salgsareal. Butikken er på 198.500 m² fordelt på ti etager. Til sammenligning er det største varehus på det europæiske kontinent, Kaufhaus des Westens i Berlin, er på 60.000 m².
Macy's driver i alt 810 stormagasiner over hele USA. I regnskabsåret 2007 omsatte kæden for 26,313 mia. amerikanske dollars (EBIT) og beskæftigede 182.000 ansatte.